# 전북특별자치도의 문화유산자료
전북특별자치도 문화재자료는 문화재자료 중에서 전북특별자치도 내에 있는 문화재자료를 의미한다.

## 지정목록
- 제1호 ~ 제100호
- 제101호 ~ 제200호